# Handgriff
Handgriff ist ein medizinischer Ausdruck für diagnostische oder therapeutische Verfahren, die ohne Besteck oder Gerätschaft ausgeführt werden können.
- Esmarch-Handgriff
- Hamilton-Handgriff
- Heimlich-Handgriff
- lebensrettender Handgriff der Notfallmedizin
- Thomas-Handgriff.

In der Alltagssprache steht das Wort auch für eine nur kurz dauernde Erledigung.